# Günter Raphael

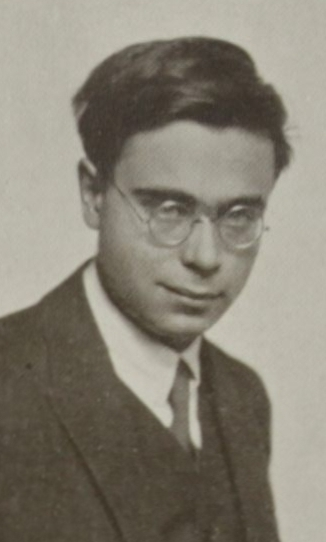
Günter Raphael, Fotoporträt um 1926

Günter Raphael (* 30. April 1903 in Berlin; † 19. Oktober 1960 in Herford) war ein deutscher Komponist.

## Leben

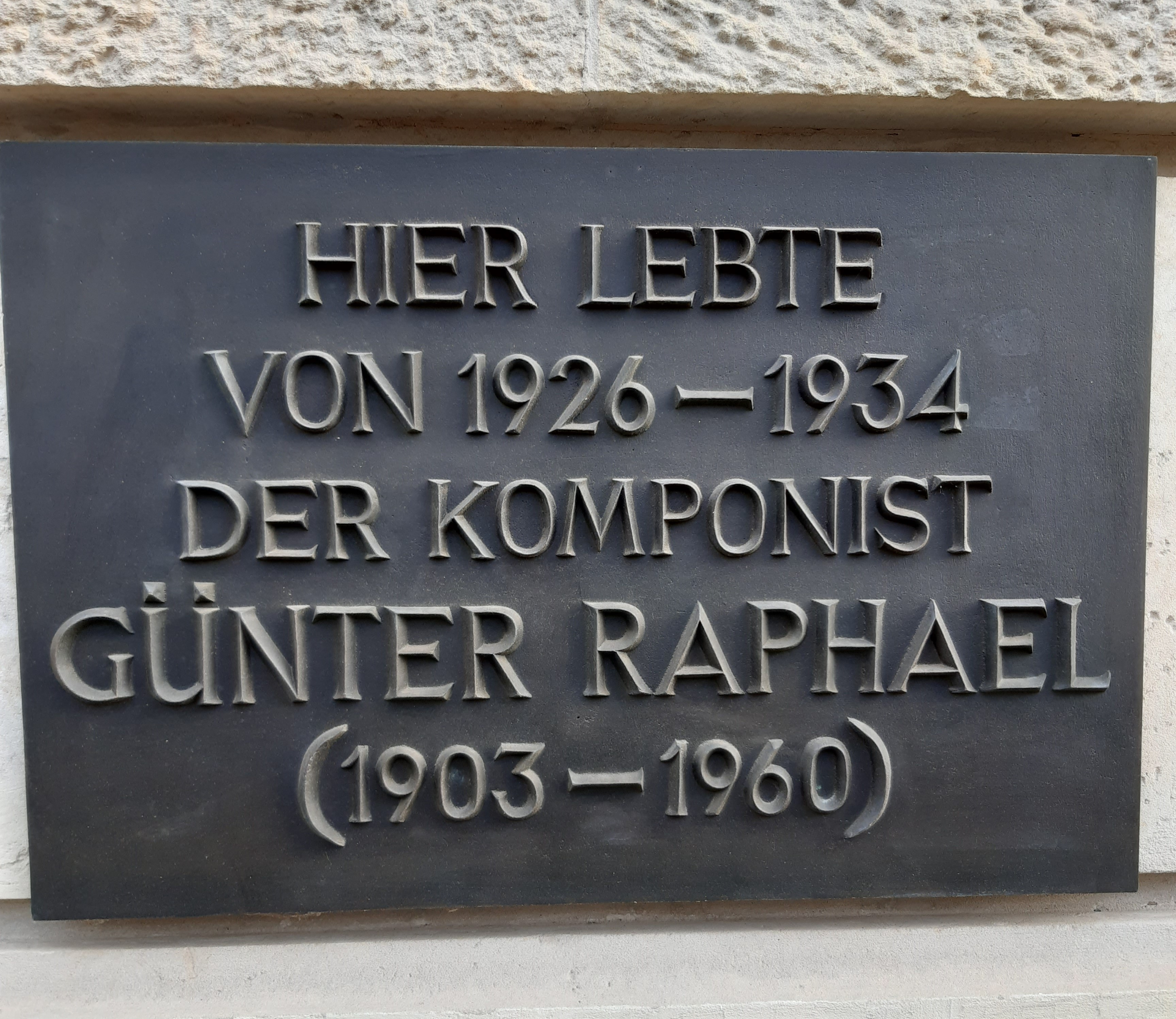
Gedenktafel am Haus Schwägrichenstr. 11 in Leipzig

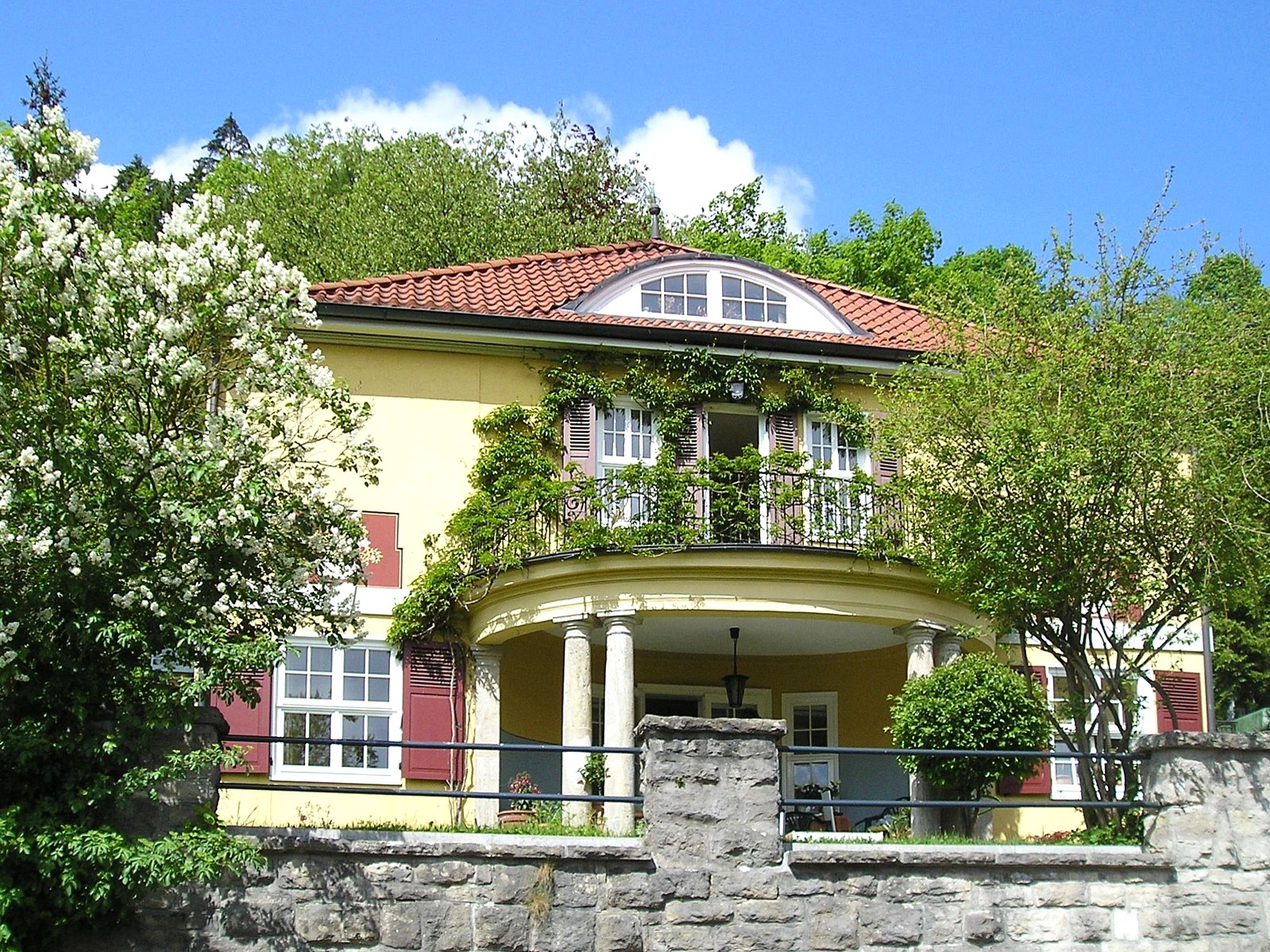
Raphaels Wohnhaus in Meiningen

Günter Raphael wurde als Sohn eines Kantors und Organisten sowie einer Geigerin geboren. Der Komponist Albert Becker war einer seiner Großväter.

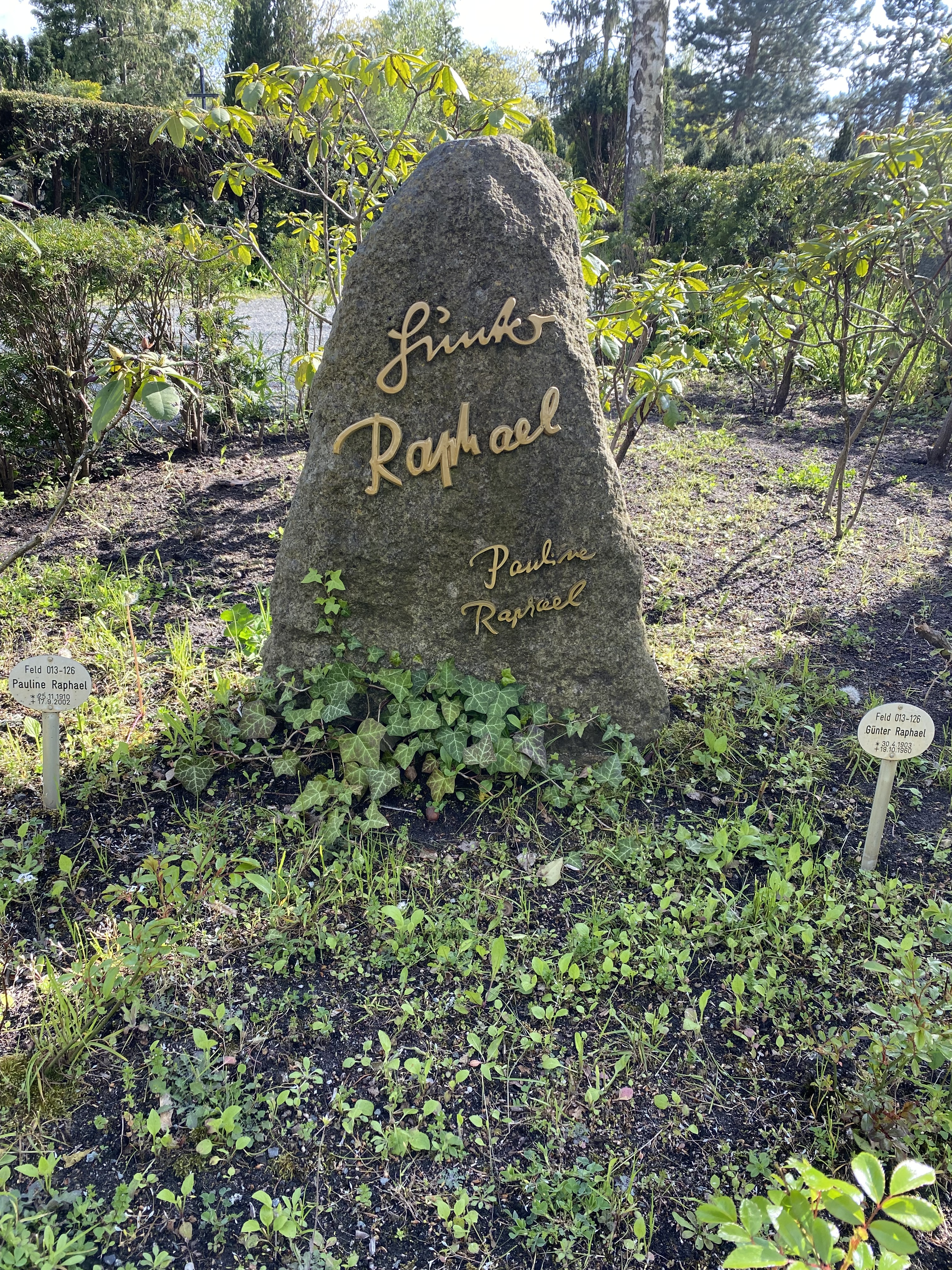
Grabstätte auf dem Friedhof Zehlendorf

Im Alter von 10 Jahren begann Raphael zu komponieren. 1922 bis 1925 studierte er an der Berliner Musikhochschule (Komposition bei Robert Kahn, Klavier bei Max Trapp, Orgel bei Walter Fischer, Dirigieren bei Rudolf Krasselt, ferner auch bei Arnold Ebel sowie Arnold Mendelssohn). 1925 scheiterte er – wie später von ihm humorvoll berichtet – an der Kapellmeisterprüfung, da er die Bedeutung von bisbigliando („flüsternd“, ein Effekt bei der Harfe) nicht kannte.
1926 berief ihn der damalige Thomaskantor Karl Straube als Lehrer für Kontrapunkt und Musiktheorie an das kirchenmusikalische Institut in Leipzig. Den Durchbruch als Komponist erlebte Raphael unter anderem mit der Uraufführung seiner 1. Sinfonie unter Wilhelm Furtwängler im Leipziger Gewandhaus (1926) und wenige Jahre später mit dem Requiem durch Straube, wiederum im Gewandhaus Leipzig.
Als „Halbjude“ gemäß dem nationalsozialistischen Sprachgebrauch verlor Raphael zum 31. März 1934 seine Stelle am kirchenmusikalischen Institut in Leipzig. Im Oktober 1934 heiratete er eine Schülerin, die dänische Pianistin Pauline Jessen. Sie war seit 1931 private Musiklehrerin in Meiningen, wohin beide umzogen. Bereits im März 1933 gab er mit seiner Verlobten und dem Reichel-Quartett ein Konzert in Meiningen. Zwei Töchter wurden 1935 und 1943 in Meiningen geboren. Von 1935 bis 1937 konnte Raphael gemeinsam mit seiner Frau und mit Unterstützung von Prinz Ernst von Sachsen-Meiningen Konzerte im Meininger Schloss Elisabethenburg durchführen. Größere Aufführungen seiner Werke gab es 1937 in Leipzig, Chemnitz und Dortmund, im März 1938 in Flensburg, wo Raphael selbst dirigierte sowie im November 1938 in Hamburg (Smetana-Suite).
Im Februar 1939 erhielt Günter Raphael Berufsverbot; seine Kompositionen wurden nicht mehr verlegt und boykottiert. 1940 stellte man anlässlich der Kriegstauglichkeitsprüfung Tuberkulose bei ihm fest, die mehrere Operationen und Sanatoriumsaufenthalte zur Folge hatte. Kurt Hessenbergs Schwiegervater brachte gegen Ende des Krieges Hessenbergs ehemaligen Lehrer nach Bad Nauheim und sorgte für ihn.
Erst 1949 erhielt Raphael wieder eine Festanstellung am Städtischen Konservatorium Duisburg als Lehrer für Klavier, Theorie, Musikgeschichte und Komposition. 1956 wurde ihm das Thomaskantorat in Leipzig angeboten, was er aber – unter anderem aus gesundheitlichen Gründen – ablehnte (Karl Straube hatte ihn schon 1934 als Nachfolger vorgesehen, was damals aus politischen Gründen jedoch unmöglich war).
1956 bis zu seinem Tod 1960 lehrte er an der Staatlichen Musikhochschule Köln (Professor ab 1957), gleichzeitig unterrichtete er auch am Peter-Cornelius-Konservatorium der Stadt Mainz. Auf Wunsch seiner Familie wurden Raphaels sterbliche Überreste 2005 von Köln nach Meiningen auf den dortigen Parkfriedhof umgebettet. Am 5. August 2012 fand die endgültige Umbettung seines Grabes nach Berlin auf den Friedhof Zehlendorf statt.

## Ehrungen
1948 wurde Günter Raphael der Thüringer Franz-Liszt-Staatspreis verliehen. Nach seinem Tod ernannte ihn 1968 die Musikhochschule Leipzig zum Ehrensenator.
Nach ihm ist eine Straße in Meiningen benannt. Im Oktober 2010 wurden in Meiningen anlässlich des 50. Todestages des Komponisten die Raphael-Tage Meiningen 2010 mit Aufführungen einiger seiner Werke veranstaltet. Im gleichen Monat wurde in den Meininger Museen die Sonderausstellung Musik. Sie heilt die Wunden. Günter Raphaels Meininger Jahre von Christoph Gann eröffnet. Anlässlich seines 60. Todestages fand im Oktober 2020 eine weitere Gedenkveranstaltung mit der Anwesenheit seiner älteren Tochter Dagmar Pieschacon-Raphael im Marmorsaal von Schloss Elisabethenburg in Meiningen statt.

## Schüler
Sein wohl bekanntester Schüler war Kurt Hessenberg, der 1927 bis 1931 bei ihm studierte. Ein weiterer bekannter Schüler ist Volker David Kirchner.

## Werk
Raphael war ein handwerklich souveräner, produktiver und vielseitiger Komponist. Sein Gesamtschaffen umfasst etwa 300 Kompositionen. 35 davon sind für Orchester geschrieben (inklusive 11 Solokonzerte), 86 für diverse Kammermusikbesetzungen, 29 für Klavier, 30 für Orgel, und 120 sind Vokalwerke (davon 38 auf weltliche Texte). Viele seiner Werke sind vom Rundfunk eingespielt und im In- und Ausland aufgeführt worden. Schwerpunkte seines Schaffens waren neben der Sinfonik und der Kammermusik die Kirchenmusik. Auf letzterem Gebiet ist seine Bedeutung mit der von Ernst Pepping vergleichbar.
Günter Raphaels musikalische Sprache ist ausgeprägt kontrapunktisch und expressiv, in einigen Werken hinsichtlich der Rhythmik auch Jazz-verwandt. Bis Anfang der 30er Jahre komponierte er in einem spät- oder postromantischen Stil, der stark von Brahms und Reger geprägt ist. In der Zeit des Berufsverbots entwickelte er dann einen „einigermaßen eigenen Stil“ (Raphael), wobei er die Tonalität stark erweiterte und auch Elemente des Neoklassizismus einbezog. Dieser Stil berührt sich gelegentlich mit dem von Hindemith und Schostakowitsch aus dieser Zeit. Im Spätwerk erfolgte eine Annäherung an die Zwölftonmusik (von ihm selbst als „tonaler Zwölfton“ bezeichnet).

## Kompositionen (Auswahlliste)
Verlage: Augsburg Publishing House, Minneapolis/USA (APH); SMV & Bärenreiter (B); Breitkopf & Härtel (B & H); Carus (C); Music-Chantry Press, Ohio/USA (MCP);  Edition Hofmeister (Hof); Merseburger Verlag (M); Edition Peters (P); Simrock (S); Steingräber (St); Tonger (T); Westerlund, Helsinki (W)

### Orchesterwerke

#### Große Sinfonien
- Sinfonie Nr. 1 in a-Moll op. 16, 1926 (B & H)
- Sinfonie in E-Dur (nicht nummeriert), 1929/30
- Sinfonie Nr. 2 in h-Moll op. 34, 1932 (B & H)
- Sinfonie in g-Moll (nicht nummeriert), 1935
- Sinfonie in Es (nicht nummeriert), 1939/40
- Sinfonie Nr. 3 in F op. 60, 1942 (B)
- Sinfonie in C-Dur (nicht nummeriert), 1942/43
- Sinfonie Nr. 4 in C op. 62, 1947 (B & H)
- Sinfonie Nr. 5 in B op. 75, 1952 (B & H)
- Chorsinfonie „Von der großen Weisheit“ (nach Laotse) op. 81, 1955/56

#### Kleine Sinfonien
- Sinfonietta in G-Dur, 1937/38
- Sinfonia breve in D op. 67, 1949 (B & H)

#### Konzerte
- Violinkonzert in C-Dur op. 21, 1928 (B & H)
- Kammerkonzert in d-Moll für Violoncello und Kammerorchester op. 24, 1929 (B & H)
- Konzert für Orgel, 3 Trompeten, 3 Pauken und Streichorchester op. 57, 1936 (B)
- Symphonische Fantasie für konzertierende Violine und Streichorchester op. 59, 1940 (B)
- Concertino in D für Viola und kleines Orchester, 1941 (B & H)
- Concertino für Altsaxophon und kleines Orchester op. 71 , 1951 (B & H)
- Concertino für Flöte und kleines Orchester op. 82, 1956
- 2. Violinkonzert op. 87, 1960 (B & H)

#### Weitere Orchesterwerke
- Thema, Variationen und Rondo op. 19, 1927 (B & H)
- Variationen über eine schottische Volksweise op. 23, 1928 (B & H)
- Divertimento op. 33, 1932 (B & H)
- Tanzsuite für kleines Orchester, 1934 (B & H)
- Smetana-Suite op. 40 (nach Tänzen von Bedřich Smetana), 1937 (B & H)
- Jabonah. Ballettsuite nach mongolischen Weisen op. 66, 1948 (B & H)
- Die vier Jahreszeiten. Vier Variationsreihen nach Volksliedern für Streich- und Schulorchester op. 77, 1953 (B & H)
- Zoologica. Charakterstudien für großes Orchester op. 83, 1958 (B & H)

### Kammermusik
- Klavierquintett in cis-Moll op. 6, 1923 (B & H)
- Klarinettenquintett in F-Dur op. 4, 1924 (S)
- Streichquintett in fis-Moll op. 17, 1926 (B & H)
- 4 Streichquartette: op. 5 (1924, S), op. 9 (1925, B & H), op. 28 (1930, B & H), op. 54 (1954, B)
- Quartett für Flöte, Oboe, Klarinette und Fagott op. 61, 1945 (B)
- Trio in C-Dur für Klavier, Violine, Violoncello op. 11, 1926 (P)
- Trio-Suite in G für Flöte, Violoncello und Klavier op. 44, 1936 (B)
- Trio in B-Dur für Flöte, Violine und Viola op. 48, 1940 (B)
- Trio in F für 2 Violinen und Viola op. 49, 1941 (B)
- Sonatine für Flöte, Viola und Harfe op. 65/1, 1948 (B & H)
- Sonatine für Violine, Horn und Fagott op. 65/4, 1949 (B & H)
- Trio für Klarinette, Violoncello und Klavier op. 70, 1950 (B & H)
- 3 Sonaten für Violine und Klavier: op. 12/1 (1925, B & H), op. 12/2 (1925, B & H), op. 43 (1936, B)
- Sonatine in h-Moll für Violine und Klavier op. 52, 1944 (B)
- Jabonah op. 66a, Bearb. des Orchesterwerks für Violine und Klavier von 1951 (B & H)
- Sonate in C-Dur für Violine und Orgel op. 36, 1933 (B & H)
- 2 Sonaten für Viola und Klavier: op. 46/5 (1925, B & H), op. 80 (1954, B & H)
- 2 Sonaten für Violoncello und Klavier: op. 14 (1925, B & H), op. 50 (1943, B)
- 3 Stücke in cis-Moll für Violoncello und Klavier, 1956 (B)
- Sonate in d-Moll für Violoncello und Orgel, 1937 (C)
- Sonate in e-Moll für Flöte und Klavier op. 8, 1925 (B & H)
- Duo (Kanonische Suite) für 2 Flöten op. 47, 1944 (B)
- Sonatine in 4 Sätzen für 2 Flöten, 1956 (Hof)
- Duo in Es-Dur für Klarinette und Violine op. 47/6, 1941 (B)
- Sonatine für Klarinette und Klavier („Enten-Sonatine“) op. 65/3, 1948 (B & H)
- Sonate in h-Moll für Oboe und Klavier op. 32, 1931 (B & H)
- Sonatine für Oboe und Harfe (oder Klavier bzw. Cembalo) op. 65/2, 1947 (B & H)
- Sonatina in modo lidico für Oboe und Orgel, 1959 (M)
- Divertimento für Altsaxophon und Klavier op. 74, 1952 (B & H)
- Sonate für Altsaxophon und Klavier, 1957 (T)
- 46 Duos für 2 Violinen: op. 47/1 (1940, B), Dialoge (45 Duette in 2 Heften, 1951 und 1957, P)
- Duo in c-Moll für Violine und Viola op. 47/2, 1940 (B)
- Duo in a-Moll für Viola und Violoncello op. 47/4, 1941 (B)
- 2 Sonaten für Violine solo: op. 46/1 (1940, B) und op. 46/2 (1940, B)
- 3 Sonaten für Viola solo: op. 7 (1924, B & H), op. 46/3 (1940, B), op. 46/4 (1946, B)
- 2 Sonaten für Violoncello solo: op. 46/5 (1925, B), op. 46/6 (1946, B)
- 2 Sonaten für Flöte solo: op. 46/7 (1944, B), op. 46/8 (1946, B)

### Klavierwerke
- Kleine Sonate in e-Moll op. 2, 1922 (B & H)
- 6 Improvisationen op. 3, 1923 (St)
- Romantische Tanzbilder (19 Walzer) für Klavier zu 4 Händen op. 10, 1923 (P)
- Partita in d-Moll op. 18, 1926 (B & H)
- 2. Kleine Sonate in F-Dur op. 25, 1929 (B & H)
- Tanzsuite (10 Stücke) für Klavier zu 4 Händen, 1933 (B & H)
- Toccata für 2 Klaviere op. 45, 1937 (B)
- Sonate in a-Moll op. 38/Nr. 1, 1939 (B & H)
- Sonate in Es-Dur op. 38/Nr. 2, 1939 (B & H)
- Sonatine giocosa in G op. 51/Nr. 1, 1944 (B)
- Sonatina seria in a op. 51/Nr. 2, 1944 (B)
- 28 Advents- und Weihnachtslieder in leichten Sätzen, 1948 (B)
- Jabonah op. 66b (Bearb. des gleichnamigen Orchesterwerks) für 2 Klaviere, 1951 (B & H)

### Orgelwerke
- 5 Choralvorspiele op. 1, 1922 (B & H)
- Partita über den Choral „Ach Gott, vom Himmel sieh darein“ op. 22/1, 1928 (B & H)
- Fantasie in c-Moll op. 22/2, 1928 (B & H)
- Präludium und Fuge in G-Dur op. 22/3, 1930 (B & H)
- Introduktion und Chaconne in cis-Moll op. 27/1, 1930 (B & H)
- Variationen über den Basso continuo des Bach-Chorals „Durch Adams Fall ist ganz verderbt“ op. 27/2, 1931 (B & H)
- Toccata in c-Moll op. 27/3, 1934 (B & H)
- 12 Orgelchoräle in 2 Heften op. 37, 1934/35 (B & H)
- Fantasie und Fuge über einen finnischen Choral op. 41/1, 1939 (B & H)
- Partita über einen finnischen Choral op. 41/2, 1939 (B & H)
- Passacaglia über einen finnischen Choral op. 41/3, 1939 (B & H)
- Toccata, Choral und Variationen op. 53, 1944 (B)
- Fantasie über den Choral „Christus ist mein Leben“, 1945 (B & H)
- 7 Orgelchoräle über finnische Choräle op. 42, 1949 (W)
- Sonate in F-Dur op. 68, 1949 (B & H)
- Come, o come, thou quickening spirit, 1956 (APH)
- Kleine Partita „Herr Jesu Christ, dich zu uns wend“, 1958 (APH)

### Vokalwerke

#### Weltlich
- Kantate nach Texten von Goethe für Sopran- und Bass-Solo, gem. Chor, Trompete, Cembalo und Streichorchester, 1928 (B & H)
- 15 Volksliedbearbeitungen für das Volksliederbuch für die Jugend, 1928 (P)
- Der Minne Lied. 32 altdeutsche Liebeslieder für gem. Chor, 1949 (B)
- Palmström-Sonate op. 69, für Tenor-Solo, Klarinette, Violine, kl. Trommel, Schlagbass und Klavier, 1950 (B & H)
- 8 Gedichte von Hermann Hesse op. 72, für hohe Stimme und Orchester, 1951 (B & H)
- 6 Galgenlieder nach Gedichten von Christian Morgenstern op 75, für gem. Chor, 1953 (B & H)
- Gesang der Erzengel. Prolog im Himmel aus Goethes „Faust“ op. 79, für Sopran, Alt, Bariton und 16 Bläser/Klavier 1954 (B & H)
- 10 Männerchöre op. 78, 1954 (B & H)
- Von der großen Weisheit (Laotse) op. 81, Chorsinfonie (s. unter Sinfonien), 1956
- 10 Kanons nach Texten von Goethe für 2–5 gleiche oder gem. Stimmen, 1956 (B & H)
- Sechsmal Ringelnatz im Drei-Stimmen-Satz op. 85, Miniaturen für 3st. gem. Kammerchor, 1959 (B & H)

#### Geistlich
- 5 Marienlieder op. 15, für 3st. Frauenchor, 1925 (B & H)
- Requiem op. 20 für 4 Soli, 2 gem. Chöre, gr. Orchester und Orgel, 1927/28 (B & H)
- 3 geistliche Gesänge op. 31, für Singstimme und Klavier/Orgel, 1928–1930 (B & H)
- Te Deum op. 26 für 3 Soli (SAB), Chor, Orchester und Orgel, 1930 (B & H)
- Wiegenlied der Maria für gem. Chor, 2 Violinen und Violoncello, 1930 (MCP)
- Psalm 104 „Lobe den Herrn, meine Seele“ op. 29 für 12st. gem. Chor, 1931 (B & H)
- Vom jüngsten Gericht op. 30/1 für 4–8st. gem. Chor, 1931 (B & H)
- „Erhalt uns, Herr, bei deinem Wort“ op. 30/2, Choralmotette für 5st. gem. Chor, 1932 (B & H)
- Die Versuchung Jesu op. 35, für 4–8st. gem. Chor, 1934 (B & H)
- 3 Motetten op. 39/1–3 (zum Weihnachtsfest, Osterfest, Pfingstfest), 1935 (B & H)
- Christus, der Sohn Gottes op. 63/1, für 7st. Chor, 1936 (B & H)
- Ein Zyklus von 7 Motetten für gleiche und gem. Stimmen, 1938 (C)
- Vater unser, Choralkantate für gem. Chor, Orchester (und Orgel ad lib.), 1937 (B)
- Vom rechten Glauben für 6st. gem. Chor, 1937
- „Im Anfang war das Wort“ op. 63/2, für 2 5st. gem. Chöre, 1943 (B & H)
- Triptychon Maria für Alt, Flöte, Violine, Viola und Violoncello, 1943 (B)
- Psalm 126 „Wenn der Herr die Gefangenen Zions erlösen wird“ op. 56/1 für gem. Chor, 1945 (B)
- Aus den Klageliedern Jeremias op. 56/2 für 4–8st. gem. Chor, 1945 (B)
- 6 Choralmotetten op. 55, für gleiche und gem. Stimmen mit obligater Flöte, 1945 (B)
- „Es kommt ein Schiff, geladen“ für 2 3st. Knabenchöre, 1946 (P)
- Hebräer-Brief „Gedenkt auch künftig“ op. 63/3 für 4–12st. gem. Chor, 1946 (B & H)
- Die Auferstehung Jesu op. 63/4 für gem. Chor, 1946 (B & H)
- Nun bitten wir den heiligen Geist, Choralpartita für gem. Chor, Sopran und Orgel, 1947 (B & H)
- Das Glaubensbekenntnis op. 64 (Text: dt. und lat.) für 2 gem. Chöre a cappella oder mit Begl. von 6 Holz- und 6 Blasinstrumenten, 1948 (B & H)
- 20 Advents- und Weihnachtsliedsätze für gem. Chor, 1949 (B)
- „Wer sich selbst erhöht“, Motette für gem. Chor, 1950 (C)
- 13 Sätze für die Sammlung „Das Wochenlied“ für gem. und gleiche St., 1950 (B)
- 12 Spuchmotetten für gem. Chor, 1951 (B)
- Sequenz „Dies irae“ op. 73, Chaconne für 2 gem. Chöre, 1951 (B & H)
- „Mitten wir im Leben sind“ für gem. Chor, 1952 (B)
- Bußkantate für 3 Soli, gem. Chor und Orchester, 1952 (C)
- Kantate nach der heiligen Schrift auf den Sonntag Judaica für Bariton, 4 Knabenstimmen, 4 gem. Stimmen, und Orchester, 1955 (C)
- Mitten wir im Leben sind, Choralpartita für gem. Chor und Orgel, 1957 (B)´
- „Singet dem Herrn, ein neues Lied“ für gem. Chor, 1957 (C)
- Verleih und Frieden gnädiglich, Choralpartita für 3st. Gem. Chor und Orgel, 1957 (B)
- Was mein Gott will, das g'scheh allzeit, Choralpartita für gem. Chor und Oregl, 1957 (B)
- 4 Motetten für gem. Chor, 1957/58 (APH)
- Psalm 27 „Der Herr ist mein Licht“ für gem. Chor, 1958 (C)
- Herr Gott, dich loben alle wir, Kantate für Alt, Bariton, gem. Chor, Oboe, Viola, Violoncello und Orgel, 1958 (B & H)
- 3 geistliche Konzerte (zu Advent, Passion und Pfingsten) für Sopran, Alt, 2 Blockflöten (oder andere Melodieinstr.), 1959 (C)
- Triptychon zu Worten des Thomas-Evangeliums für gem. Chor, 1960 (B)

## Dokumente
Briefe von G. Raphael befinden sich im Bestand des Leipziger Musikverlages C.F.Peters im Staatsarchiv Leipzig. 10 Kompositionsautographe werden in der  Sächsischen Landesbibliothek – Staats- und Universitätsbibliothek Dresden aufbewahrt.

## Diskographie
- Günter Raphael. Advents- und Weihnachtsliedsätze. Dresdner Motettenchor, Matthias Jung; Label Cantate (Klassik Center Kassel), 2003.
- Günter Raphael. Symphonies 2-5 (sowie die Chorsinfonie nach Laotse); Dirigenten: Celibidache, Gielen, Schmidt-Isserstedt, Altstaedt, Foremy. CPO, 2010.
- Günter Raphael. Violin Concerto No. 2, Works for Violin. Interpreten: Max Rostal, Christine Raphael, Wolfgang Stockmeier u. a. CPO, 2010
- Günter Raphael. Kammermusik mit Klarinette. Interpreten: Dirk Schultheis & Telos Ensemble. telos music records, 2008.